# Joan Grau Company
Joan Grau Company (Reus, 2 de maig de 1832 - Barcelona, 4 de gener de 1895) va ser un empresari català.
Va participar activament a la vida cultural i econòmica de Reus a la segona meitat del segle xix. Col·laborà a la revista Eco del Centro de Lectura entre 1859 i 1862, de forma continuada, signant com a J.G. y C, on va publicar, entre d'altres, una sèrie d'articles defensant la necessitat de crear un banc local. Va ser membre del jurat del certamen literari celebrat en honor de la Mare de Déu de Misericòrdia el 1868, el primer certamen que se celebrà a Reus. El 1863 va ser elegit vicepresident de la societat recreativa El Círcol, càrrec que va mantenir fins al 1870, quan presentà la dimissió. Va ser un dels més actius impulsors de la creació del Teatre Fortuny, i de donar una bona solució urbanística al solar deixat per l'enderrocament del convent de les monges carmelites i que després constituiria la plaça de Prim. El 1880 va ser elegit president de la Societat "Teatro y Casino", entitat que va endegar la construcció del Teatre Fortuny.
La seva activitat econòmica va ser també molt activa. Quan es va crear a Reus la Societat Econòmica d'Amics del País el 1859, en va ser tresorer. Des de la seva constitució el 1863 fins que anà a viure a Barcelona va ser vocal secretari del Banc de Reus. Ja havia estat membre de la junta encarregada d'endegar-lo el 1861. Va col·laborar al Diario de Reus, on publicà una sèrie d'articles el 1857 defensant el pas per Reus del ferrocarril a Montblanc i Lleida, i per aquest motiu polemitzà amb el Diario Mercantil de Avisos y Notícias de Tarragona. El 1869 era secretari del Gas Reusense. Per l'octubre de 1868 va ser proposat candidat a les eleccions de la Junta Revolucionària Definitiva, però retirà la seva candidatura argumentant falta de vocació política. Però el mateix 1868 formava part del comitè electoral de la Coalició Progressista Liberal, on s'hi incloïen els seguidors de Prim. L'any 1874 va ser elegit regidor a l'ajuntament de Reus, de caràcter conservador. Ingressà a la milícia i va arribar a comandant. El 1884 va signar el manifest fundacional de l'Associació Catalanista de Reus. Cap al 1890 s'instal·là a Barcelona,on es va dedicar al comerç. El seu germà, Casimir Grau Company, era comerciant, i va ser alcalde de Reus en dues ocasions.